# 어떻게 좀 안될까요
《어떻게 좀 안될까요》(일본어: そこをなんとか)는 아소 미코토의 만화이다.

## 개요
2007년, 사법 제도 개혁에 의해 사법 연수 수료자가 급증해, 변호사의 취직난이라는 사태가 발생한다. 그 중 한 명인, 카이세 라쿠코는 예전에 아르바이트로 일했던 곳의 손님이었던 스가와라를 연줄로 하여 사무소에 입소해, 선배 변호사인 쇼지 히로아키와 변호사로서 업무를 맡는다.

## 등장인물
카이세 라쿠코
본작의 주인공인 햅쌀 변호사. 25세.
쇼지 히로아키
스가와라 변호사 사무소의 선배 변호사.
스가와라 코타로
스가와라 변호사 사무소의 사장.
쿠보타 아키
스가와라 변호사 사무소의 사무원.
나카도 시오리
쇼지의 사법 연수 동기.
아카보시 코키
라쿠코의 사법 연수 동기.

## 서지 정보
- 아소 미코토 《어떻게 좀 안될까요》 하쿠센샤〈꽃과 꿈 코믹스 스페셜〉
  1. 2008년 3월 10일 초판 발행, ISBN 978-4-592-18785-1
  2. 2009년 3월 10일 초판 발행, ISBN 978-4-592-18786-8
  3. 2009년 11월 10일 초판 발행, ISBN 978-4-592-19823-9
  4. 2010년 9월 10일 초판 발행, ISBN 978-4-592-19824-6
  5. 2011년 5월 10일 초판 발행, ISBN 978-4-592-19825-3
  6. 2012년 3월 5일 초판 발행, ISBN 978-4-592-19876-5
  7. 2012년 10월 10일 초판 발행, ISBN 978-4-592-19877-2
  8. 2013년 5월 10일 초판 발행, ISBN 978-4-592-19878-9

## 텔레비전 드라마
《어떻게 좀 안될까요》(일본어: そこをなんとか)는 2012년 10월 21일부터 12월 16일까지 NHK BS 프리미엄에서 매주 일요일 22:00 ~ 22:49(프리미엄 드라마 시간대)에 방송된 일본의 텔레비전 드라마이다. 주연은 모토카리야 유이카.
2014년 8월 3일부터 9월 21일까지 《어떻게 좀 안될까요 2》가 방송되었다.

### 캐스트

#### 레귤러
스가와라 코타로 법률 사무소
- 카이세 라쿠코 - 모토카리야 유이카 (어린 시절:마츠모토 루나/소녀 시절:코이케 리오)
- 쇼지 히로아키 (사사키다 법률 사무소에 이적 후, 런던으로 전근) - 이치카와 엔노스케
- 쿠보타 아키 (사무원) - MEGUMI
- 스가와라 코타로 (소장) - 오오토모 코헤이 (청년 시절 (목소리):후루야 토오루)
- 니시벳푸 테츠야 - 이노우에 요시오 (제2시즌)

오쿠야마 죠노우치 법률 사무소
- 아카보시 코키 (라쿠코의 동기 연수생) - 이가라시 슌지 (어린 시절:시마다 잇토) (제1시리즈)→와타베 고타 (제2시즌)
- 나카도 시오리 (쇼지의 전 연인, 사사키다 법률 사무소에 이적) - 이노우에 와카

그 외
- 쿠보타 스바루 (아키의 아들) - 마에다 오시로
- 카이세 코키 - 타케다 코헤이 (어린 시절:이가라시 히나타/소년 시절:미즈하라 코타)
- 재판장 - 호타루 유키지로

민트 하우스 도쿄
라쿠코가 사는 쉐어 하우스
- 미미 - 첸츄
- 에리카 - 로사 유리
- 바바라 - 우마리 티라카라토나

### 스태프
- 각본 - 이마이 마사코, 요코타 리에
- 음악 - 엔도 미키오
- 주제가
  - 제1시즌 - 프리실라 안 〈아일 비 히어〉 (EMI 뮤직 재팬)
  - 제2시즌 - 프리실라 안 〈베스트 아이 캔〉 (UNIVERSAL CLASSICS & JAZZ)
- 연출 - 카타오카 케이지, 잇시키 타카시
- 제작 - NHK 엔터프라이즈
- 제작 저작 - NHK

### 방송 일자

#### 제1시즌
| 각 화  | 방송일           | 부제                    | 각본          | 연출            |
| ------ | ---------------- | ----------------------- | ------------- | --------------- |
| 제1화  | 2012년 10월 21일 | 마지막에 사랑은 이긴다  | 이마이 마사코 | 카타오카 케이지 |
| 제2화  | 10월 28일        | 눈물의 값               | 이마이 마사코 | 카타오카 케이지 |
| 제3화  | 11월 4일         | 이 아이 누구의 아이     | 이마이 마사코 | 잇시키 타카시   |
| 제4화  | 11월 11일        | 일어서라 형편없는 남자! | 요코타 리에   | 잇시키 타카시   |
| 제5화  | 11월 18일        | 거짓말 안의 진실        | 요코타 리에   | 카타오카 케이지 |
| 제6화  | 11월 25일        | 믿는 힘                 | 이마이 마사코 | 잇시키 타카시   |
| 제7화  | 12월 2일         | 사랑이 전부야!          | 이마이 마사코 | 잇시키 타카시   |
| 제8화  | 12월 9일         | 사랑의 심연             | 요코타 리에   | 카타오카 케이지 |
| 최종화 | 12월 16일        | 운명의 결단             | 요코타 리에   | 카타오카 케이지 |

#### 제2시즌
| 각 화  | 방송일         | 부제                      | 각본          | 연출            |
| ------ | -------------- | ------------------------- | ------------- | --------------- |
| 제1화  | 2014년 8월 3일 | 당신이 없으면             | 이마이 마사코 | 카타오카 케이지 |
| 제2화  | 8월 10일       | 이것도 사랑 저것도 사랑   | 요코타 리에   | 카타오카 케이지 |
| 제3화  | 8월 17일       | 아이 마음을 부모는 모른다 | 요코타 리에   | 카타오카 케이지 |
| 제4화  | 8월 24일       | 질 수 없는 여자           | 이마이 마사코 | 잇시키 타카시   |
| 제5화  | 8월 31일       | 사랑 소동                 | 요코타 리에   | 잇시키 타카시   |
| 제6화  | 9월 7일        | 운명의 사람!?             | 요코타 리에   | 잇시키 타카시   |
| 제7화  | 9월 14일       | 사랑해서는 안되는 사람    | 이마이 마사코 | 잇시키 타카시   |
| 최종화 | 9월 21일       | 빛이 비추는 곳으로        | 요코타 리에   | 카타오카 케이지 |